# Philadelphus kunmingensis
Philadelphus kunmingensis är en hortensiaväxtart som beskrevs av S.M.Hwang. Philadelphus kunmingensis ingår i släktet schersminer, och familjen hortensiaväxter. Utöver nominatformen finns också underarten P. k. parvifolius.